# Prosciurillus murinus
Prosciurillus murinus is een zoogdier uit de familie van de eekhoorns (Sciuridae). De wetenschappelijke naam van de soort werd voor het eerst geldig gepubliceerd door Müller & Schlegel in 1844.